# Hygrobia hermanni
Hygrobia hermanni är en skalbaggsart som först beskrevs av Fabricius 1775.  Hygrobia hermanni ingår i släktet Hygrobia, och familjen Hygrobiidae. Arten har ej påträffats i Sverige.

## Bildgalleri

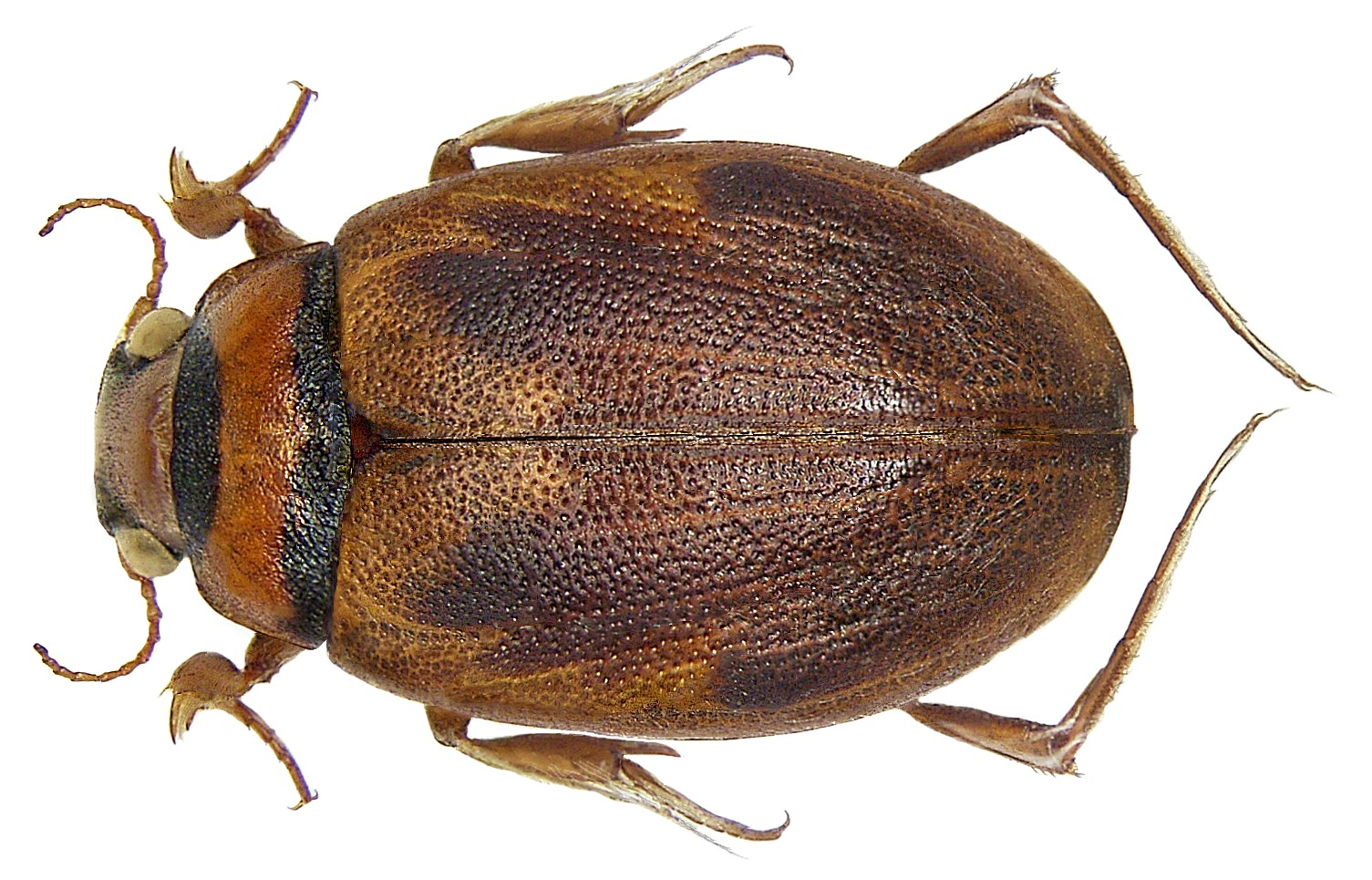
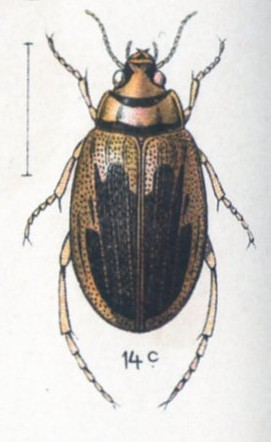
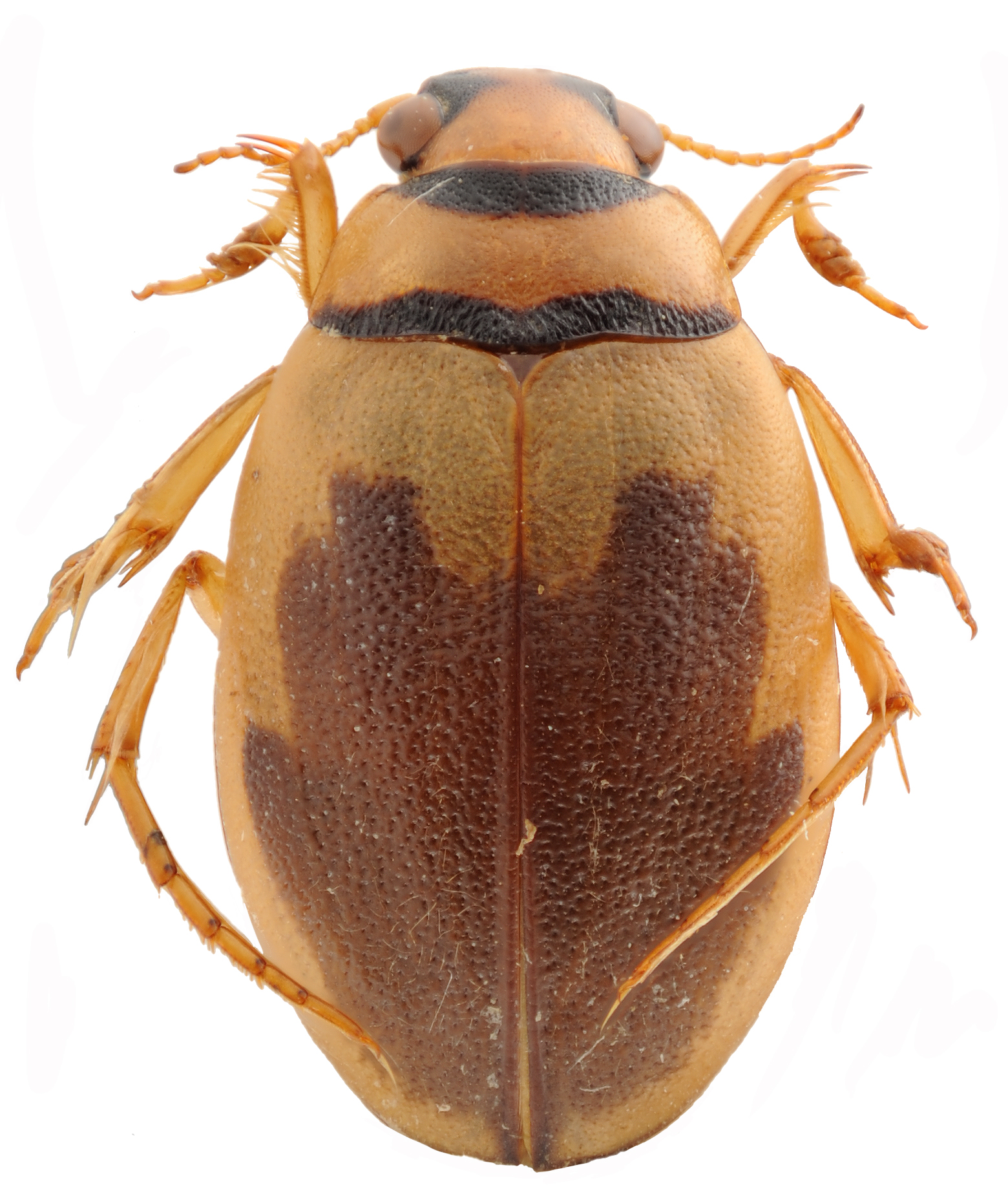
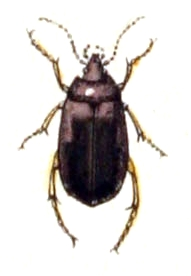